# Gerda Conitz
Gerda Conitz (* 14. Januar 1901 in Studsin (Posen); † 10. März 1982 in Eislingen/Fils) war eine deutsche Keramikerin und Glasurkünstlerin. Ihre Rezeption als bedeutende Keramikerin des 20. Jahrhunderts wird vor allem ihren Glasurkreationen zugesprochen. Mit ihren Entwürfen prägte sie insbesondere in den 30er- und 40er-Jahren das Erscheinungsbild der Großherzoglichen Majolika Manufaktur Karlsruhe und der Keramikabteilung der Württembergischen Metallwarenfabrik.

## Leben und Werk

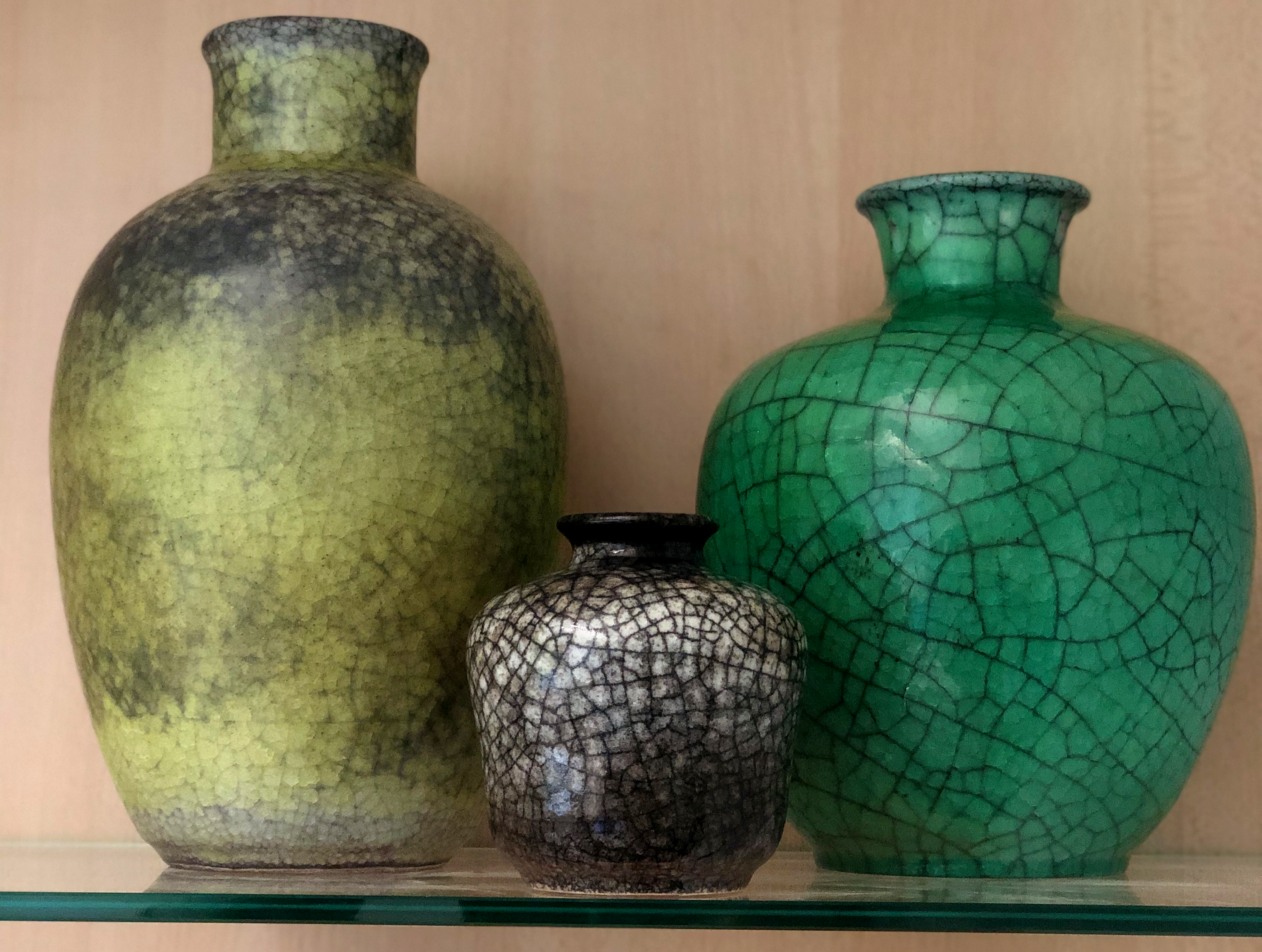
Karlsruher "Edelmajolika"-Vasen

Details über den Werdegang Conitz' sind nur fragmentarisch erhalten.
In ihrer Jugend absolvierte sie ein Praktikum in der kunstkeramischen Werkstätte von Kurt Feuerriegel. Ihre Ausbildung setzte sie an der Keramischen Fachschule Bunzlau bei K. Pukall fort.
Ab 1925 war sie Leiterin des Malerateliers der Bürgeler Kunstkeramischen Werkstätte von C. Fischer.
Anschließend war sie an der Steingutfabrik Annaburg tätig, bis sie schließlich 1928 an die Großherzogliche Majolika Manufaktur Karlsruhe kam.
In der Karlsruher Schaffensperiode entstanden auch die sogenannten Edelmajolika-Keramiken, welche von der Manufaktur als Gegenstück zu den seriell gefertigten Gebrauchskeramiken anderer Künstler angeboten wurden. Während die nach ostasiatischen Vorbildern frei gedrehten Formen von Martha Katzer entworfen wurden, war Gerda Conitz als chemisch versierte Keramikerin für die Entwicklung der experimentellen Glasuren der Edelmajolika-Keramiken verantwortlich und trat so erstmals als Glasurkünstlerin in Erscheinung. Das bei den Edelmajolika-Keramiken erstmals konsequent angewandte Craquelé ist in den Produkten der Karlsruher Majolika-Manufaktur bis in die Gegenwart ein wichtiges Gestaltungsmerkmal geblieben.
Von 1936 bis Ende der 1945er-Jahre war sie Leiterin der keramischen Werkstätte der Württembergischen Metallwaren Fabrik AG (WMF).

## Ehrungen und Ausstellungen (Auswahl)
- Jubiläumsausstellung der Großherzoglichen Majolika Manufaktur Karlsruhe – 1931[3][5]
- Grand Prix in der Gruppe Keramik auf der Weltausstellung in Paris – 1937[5]
- Fröhlich, sachlich, edel – Martha Katzer – Ausstellung im Museum der Majolika-Manufaktur – 2001
- „Im Rausch der Farben – Glasuren von Gerda Conitz“ – Ausstellung im Keramikmuseum Berlin – 2017